# Мультиплетність
Мультипле́тність — число, яке характеризує спіновий стан системи. Дорівнює кількості можливих різних значень проєкцій спіна на обрану вісь. Мультиплетність дорівнює {\displaystyle 2S+1}, де S — сумарний спін.
- Системи із спіном 0, що можуть приймати лише значення 0 називають синглетними або синглетами.
- Системи із спіном 1/2, що можуть приймати значення +1/2 і -1/2 називають дублетними або дублетами.
- Системи із спіном 1, можуть приймати значення +1,0 і -1 і називають триплетними або триплетами.

Аналогічно описуються квадруплети (3/2), квінтуплети (2) тощо.
Завдяки спін-орбітальній взаємодії, спектральні лінії розщеплюються на декілька ліній, кількість яких дорівнює мультиплетності енергетичного рівня. Таке розщеплення є однією з форм тонкої структури.

## Мультиплети елементарних частинок
Для елементарних частинок існує аналогічна класифікація станів, що спирається на ізотопічний спін. Наприклад, протон і нейтрон мають ізотопічний спін 1/2, і утворюють дублет нуклонів, а позитивний, негативний і нейтральний піони мають ізотопічний спін 1, і утворюють триплет. Існування мультиплетів обумовлено тим, що легкі кварки утворюють групу симетрії SU(2), і ізоспін є генератором цієї групи. Для більш складних груп симетрії, наприклад, SU(3), що її утворюють u-, d- і s-кварки, таких генераторів 2 — ізоспін і гіперзаряд. Відповідно загальна кількість проєкцій теж зростає. Наприклад, найлегші мезони утворюють нонет, що складається з трьох піонів, двох дублетів каонів і двох синглетів ета-мезонів.